# UFC Fight Night: Santos vs. Teixeira
UFC Fight Night: Santos vs. Teixeira (även UFC Fight Night 182, UFC on ESPN+ 40 och UFC Vegas 13) var en MMA-gala anordnad av UFC. Den ägde rum 7 november 2020 på UFC APEX i Las Vegas, NV, USA.

## Bakgrund
Huvudmatchen var en lätt tungviktsmatch mellan Thiago Santos och Glover Teixeira. De två skulle ursprungligen mötts vid UFC Fight Night: Waterson vs. Hill i september 2020, men fick flytta mötet till UFC on ESPN: Holm vs. Aldana då Teixeira testade positivt för covid-19 en vecka innan matchen. Sedan fick mötet senareläggas igen 15 september då Santos testade positivt för sjukdomen.

## Ändringar
En fjäderviktsmatch mellan Jeremy Stephens och Arnold Allen var planerad till galan, men sent i oktober var Stephens tvungen att dra sig ur på grund av en skada. De kunde inte hitta en ny motstådnare åt Allen och matchen fick strykas.

## Resultat

### Bonusar
Följande MMA-utövare fick bonusar om 50 000 USD vardera:
- Fight of the Night: Raoni Barcelos vs. Khalid Taha
- Performance of the Night: Giga Chikadze och Alexandr Romanov